# Io, Willy e Phil
Io, Willy e Phil (Willie & Phil) è un film del 1980 diretto da Paul Mazursky.

## Trama
Il film è ambientato nella New York di fine anni 1970. Willie, un insegnante di inglese del liceo che suona il pianoforte jazz, e Phil, un fotografo di moda, si incontrano all'uscita del Bleecker Street Cinema, dove Jules et Jim è appena stato proiettato, e diventano amici. Entrambi si innamorano di Jeannette, una ragazza del Kentucky.